# هولتون (ویرجینای غربی)
هولتون (به انگلیسی: Holton) یک منطقهٔ مسکونی در ایالات متحده آمریکا است که در شهرستان مورگان، ویرجینیای غربی واقع شده‌است.